# Huanghua (Yiling)
Die Großgemeinde Huanghua (黄花镇,  Huánghuā Zhèn) ist eine Großgemeinde des Stadtbezirks Yiling (夷陵区) der bezirksfreien Stadt Yichang (宜昌市) in der chinesischen Provinz Hubei. Huanghua hat eine Fläche von 320,3 km² und 33.254 Einwohner (Stand: Zensus 2010).
Zu der Großgemeinde gehört auch das Dorf Daping (vgl. Dapingium).
Folgende Dörfer (cun) gehören zur Großgemeinde Huanghua (unvollständig):
- Xinqiao (新桥村)
- Hanmagang (汉马岗村)
- Beimashan (背马山村)
- Juntianba (军田坝村)
- Xiongjiagang (熊家岗村)
- Yangjiafan (杨家畈村)
- Daping (大坪村)
- Jiangjiafan (姜家畈村)
- Huanghuachang (黄花场村)
- Erhuping (二户坪村)
- Xiannüyan (仙女岩村)
- Dingjiapo (丁家坡村)
- Baiguo (柏果树村)
- Baiyangping (白洋坪村)
- Qingshuya (青树垭村)
- Xizhuangwan (西庄湾村)